# Меган Мартин
Меган Джет Мартин (родена на 17 февруари 1992 г.) е американска актриса и певица, известна с ролята си като Тес Тайлър в оригиналните филми на Дисни Ченъл Кемп Рок и Кемп Рок 2: Последният концерт. Участва в спрения сериал на Ей Би Си Фемили 10 Things I Hate About You, както и в Mean Girls 2.

## Личен живот
Меган е родена в Лас Вегас, Невада и има двама братя и една сестра. Започва кариера на модел, когато е на 5 години, като по това време участва и в различни театрални продукции като Питър Пан. По-късно прави дебюта си в професионалния театър, като се появява в лосанджелиската продукция 13. Има няколко участия в реклами на продукти като Барби. Меган е активист на каузи, свързани с аутизъм, тъй като един от братята и е диагностициран със синдрома на Аспергер.

## Актьорска кариера
Меган прави актьорския си дебют през 2006 г. в първия епизод на предаването Cooking Rocks! (Готвенето е супер!), а по-късно участва и в предавания като Just Jordan по Никелодеон и Close to Home по Си Би Ес, както и в епизод на Лудориите на Зак и Коди по Disney Channel. Първата и голяма е роля е като Тес Тайлър, основният антагонист, във филма Кемп Рок, в който участват и звезди като Деми Ловато и Джонас Брадърс.
През 2008 г. Мартин е избрана за една от „13-те най-секси млади звезди“ от TvGuide. Онлайн водещ е на Игрите на Дисни Ченъл през същата година.
Озвучава Намин̀е в Kingdom Hearts, замествайки Британи Сноу за всички последвали издания.
Меган участва в семейния сериал на Ей Би Си 10 Things I Hate About You (10 неща, които мразя в теб), както и като Меган Кенеди в независимата продукция Dear Lemon Lima (Скъпи Лемън Лима). През 2009 тя си снима и в продължението на Кемп Рок, Кемп Рок 2: Последният концерт, който е излъчен за пръв път на 3 септември 2010. През 2011 влиза в главната роля на филма Mean Girls 2 (Гадни момичета 2).

## Музикална кариера
Първите две соло песни на Меган са от саундтрака на Кемп Рок, Too Cool и 2 Stars. Първата и песен, която влиза в класации, е When You Wish Upon A Star, записана за Дисни версията на Пинокио. Меган се появява и във видеоклипа към изпълнението и то влиза на петдесет и втора позиция в класацията на Билборд Hot Dance Club Songs. Достига до тридесет и шесто място и остава единствената песен на Мартин, участвала в класации до момента.
Мартин записва версия на песента Magic, чийто оригинал е изпълнен от Оливия Нютън-Джон за саундтрака на Магьосниците от Уейвърли Плейс. Партнира си с Build-A-Bear Workshop (фирма за производство на плюшени играчки) в тяхната организация Love.Hugs.Peace., за която записва специална версия на песента Let's Talk About Love.
За саундтрака на продължението на Кемп Рок, Кемп Рок 2: Последният концерт, Мега записва две песни редом с Матю Мдот Финли, Tear It Down и Walkin' in my Shoes. Взима участие и в съвместната песен на целия екип на филма, It's On. През 2010 г. Джонас Брадърс заедно с Деми Ловато и останалата част от екипа на филма правят съвместно световно турне, Jonas Brothers World Tour 2010, но Мартин не участва в него, тъй като по същото време е на снимачната площадка за Mean Girls 2.
Меган участва във видеоклипа към песента на Деми Ловато Remember December.

## Филмография
Филми
| Година | Заглавие                       | Роля                | Забележка             |
| ------ | ------------------------------ | ------------------- | --------------------- |
| 2008   | Кемп Рок                       | Тес Тайлър          | Телевизионен филм     |
| 2009   | Dear Lemon Lima                | Меган Кенеди        |                       |
| 2010   | Кемп Рок 2: Последният концерт | Тес Тайлър          | Телевизионен филм     |
| 2011   | Mean Girls 2                   | Джоана Майкъл – Джо | Телевизионен филм     |
| 2012   | Sironia                        | Оубри               | В процес на заснемане |

Телевизионни сериали
| Година        | Заглави                    | Роля             | Бележки                            |
| ------------- | -------------------------- | ---------------- | ---------------------------------- |
| 2007          | Just Jordan                | Ашли             | Епизод: „Сам в заведението“        |
| 2007          | Close to Home              | Кенди            |                                    |
| 2007          | Лудориите на Зак и Коди    | Стейси           | Епизод: „Преспиване“               |
| 2008          | Д-р Хаус                   | Сара             | Епизод: „Щастие за света“          |
| 2009 – 2010   | 10 неща, които мразя в теб | Бианка Стратфорд | 20 епизода                         |
| 2011-настояще | Уенди                      | Уенди            | онлайн сериал                      |
| 2011-настояще | The Clique                 | Мейси Блок       | Нов тийн сериал на Ей Би Си Фемили |

Видео игри
| Година | Заглавие                             | Роля    |
| ------ | ------------------------------------ | ------- |
| 2008   | Kingdom Hearts Re: Chain of Memories | Наминѐ  |
| 2009   | Kingdom Hearts 358/2 Days            | Наминѐ  |
| 2010   | Kingdom Hearts Birth by Sleep        | Наминѐ  |
| 2011   | Kingdom Hearts Re:coded              | Наминѐ  |
| 2015   | Until Dawn                           | Джесика |

## Дискография
| Година | Заглавие                                          | Забележка                        |
| ------ | ------------------------------------------------- | -------------------------------- |
| 2008   | Too Cool                                          | Camp Rock                        |
| 2008   | 2 Stars                                           | Camp Rock                        |
| 2008   | We Rock (с екипа на Camp Rock)                    | Camp Rock                        |
| 2008   | Video Girl (глас)                                 | A Little Bit Longer              |
| 2009   | When You Wish Upon A Star                         | DisneyMania 6                    |
| 2009   | Let's Talk About Love                             | Реклама на Build-A-Bear Workshop |
| 2009   | Hate You                                          | MySpace                          |
| 2010   | Walkin' In My Shoes с Матю Мдот Финли             | Camp Rock 2: The Final Jam       |
| 2010   | Tear It Down с Матю Мдот Финли                    | Camp Rock 2: The Final Jam       |
| 2010   | It's On с екипа на Кемп Рок 2: Последният концерт | Camp Rock 2: The Final Jam       |

### Саундтракове
| Година | Подробности за албума                                                                                        | Най-високи позиции в класации | Най-високи позиции в класации | Най-високи позиции в класации | Най-високи позиции в класации | Най-високи позиции в класации | Най-високи позиции в класации | Най-високи позиции в класации | Най-високи позиции в класации | Най-високи позиции в класации | Сертификат    |
| Година | Подробности за албума                                                                                        | САЩ                           | Канада                        | Мексико                       | Германия                      | Япония                        | Франция                       | Белгия                        | Австралия                     | Аржентина                     | Сертификат    |
| ------ | --- | ----------------------------- | ----------------------------- | ----------------------------- | ----------------------------- | ----------------------------- | ----------------------------- | ----------------------------- | ----------------------------- | ----------------------------- | ------------- |
| 2008   | Camp Rock - Издаден на: 20 юни 2008 - Лейбъл: Walt Disney Records - Формат: CD, digital download             | 3                             | 2                             | 2                             | 9                             | —                             | —                             | 3                             | 13                            | 1                             | САЩ: Платинен |
| 2010   | Camp Rock 2: The Final Jam - Издаден на: 10 август 2010 - Лейбъл: Walt Disney - Формат: CD, digital download | 3                             | 2                             | —                             | 28                            | 82                            | 22                            | 17                            | —                             | —                             | САЩ: Gold     |

### Сингли
| Заглавие                                          | Година | Най-високи позиции в класации | Най-високи позиции в класации | Сертификат | Албум                          |
| Заглавие                                          | Година | САЩ                           | Денс класация САЩ             | Сертификат | Албум                          |
| ------------------------------------------------- | ------ | ----------------------------- | ----------------------------- | ---------- | ------------------------------ |
| Too Cool                                          | 2008   | –                             | —                             |            | Кемп Рок                       |
| 2 Star                                            | 2008   | –                             | —                             |            | Кемп Рок                       |
| We Rock                                           | 2008   | 33                            | —                             |            | Кемп Рок                       |
| When You Wish Upon A Star                         | 2009   | –                             | 36                            |            | Извън-албумна песен            |
| Magic                                             | 2009   | –                             | —                             |            | Магьосниците от Уейвърли Плейс |
| Walkin' In My Shoes                               | 2010   | –                             | —                             |            | Кемп Рок 2: Последният концерт |
| Tear It Down                                      | 2010   | –                             | —                             |            | Кемп Рок 2: Последният концерт |
| It's On с екипа на Кемп Рок 2: Последният концерт | 2010   | –                             | —                             |            | Кемп Рок 2: Последният концерт |

## Награди
| Година | Награда             | Категория                                                        | Номинация за               | Резултат  |
| ------ | ------------------- | ---------------------------------------------------------------- | -------------------------- | --------- |
| 2010   | Young Artist Awards | Най-добро изпълнение на актриса в малка роля (Комедия или драма) | 10 неща, които мразя в теб | Номиниран |